# Chão de Estrelas
Chão de Estrelas é uma célebre seresta cuja composição ficou a cargo de Orestes Barbosa e Sílvio Caldas no ano de 1937, considerada um clássico da MPB. Anos mais tarde, uma versão jocosa foi gravada pelos Mutantes. Também são célebres os registros da canção na voz de Maysa.